# Блек (Алабама)
Блек (англ. Black) — місто (англ. town) в США, в окрузі Женіва штату Алабама. Населення — 221 особа (2020).

## Географія
Блек розташований за координатами 31°0′37″ пн. ш. 85°44′34″ зх. д. / 31.01028° пн. ш. 85.74278° зх. д. (31.010249, -85.742791).  За даними Бюро перепису населення США в 2010 році місто мало площу 7,98 км², уся площа — суходіл.

## Демографія
Згідно з переписом 2010 року, у місті мешкало 207 осіб у 83 домогосподарствах у складі 58 родин. Густота населення становила 26 осіб/км².  Було 101 помешкання (13/км²).
Расовий склад населення:
| - 92,3 % — білих - 6,3 % — чорних або афроамериканців |

До двох чи більше рас належало 1,4 %. Частка іспаномовних становила 0,0 % від усіх жителів.
За віковим діапазоном населення розподілялося таким чином: 23,7 % — особи молодші 18 років, 64,2 % — особи у віці 18—64 років, 12,1 % — особи у віці 65 років та старші. Медіана віку мешканця становила 40,8 року. На 100 осіб жіночої статі у місті припадало 115,6 чоловіків;  на 100 жінок у віці від 18 років та старших — 100,0 чоловіків також старших 18 років.
Середній дохід на одне домашнє господарство  становив 56 010 доларів США (медіана — 41 071), а середній дохід на одну сім'ю — 72 493 долари (медіана — 61 250). За межею бідності перебувало 12,7 % осіб, у тому числі 23,3 % дітей у віці до 18 років та 0,0 % осіб у віці 65 років та старших.
Цивільне працевлаштоване населення становило 87 осіб. Основні галузі зайнятості: виробництво — 19,5 %, освіта, охорона здоров'я та соціальна допомога — 13,8 %, оптова торгівля — 12,6 %.